# Пышкало, Михаил Антонович
Пышкало, Михаил Антонович (1885—1941) — российский и советский педагог, народный учитель, депутат Моссовета (1923,1924 гг.), член ГУС (1932 г.), директор школы, Погиб на фронте под г. Ельня Смоленской области в сентябре 1941 г.

## Краткая биография
Родился 1 октября 1885 г. (Гродненская губ.). Отец — Антон Максимович (1860—1920), белорус, православный христианин, отставной ефрейтор Царской Армии, после отставки занимался сельским хозяйством; мать — Луня Семёновна (1860—1919), белоруска, православная христианка, домашняя хозяйка. Дети: Михаил, Павел, Иван, Антонина, Анна, Константин, Володя (умер в детстве).
В 1915 г. в связи с войной и голодом отец с матерью и младшими детьми переехали в станицу Каменскую Области Войска Донского к родственникам, а в 1918 г. — в Воронеж, где мать скончалась в местной больнице в 1919 г., а спустя год умер и отец.
М.А. закончил ЦПШ, затем — Скидельский учительский институт (1905). Педагогическую деятельность начал в гимназиях Паневежиса (Литва) и Белоруссии. Окончив Алексеевское военное училище в Москве в 1914 г., в чине юнкера-прапорщика (‘’отец, к слову, очень гордился тем, что все сыновья стали кадровыми офицерами, поскольку звание «солдат» вызывало пренебрежение у односельчан и, особенно, у местных девушек’’), М.А. направлен на фронт, где встретился со своей будущей женой, медсестрой Антониной Владимировной Скрябиной, с которой обвенчался в Храме Петра и Павла в Москве в 1917 г.
М.А. становится делегатом 1-го Всероссийского съезда работников просвещения (1913); в период октябрьского переворота 1917 г. активно участвует в создании Московского учительского комитета. В 1923,1924 гг. избирается депутатом Моссовета, одновременно, учится и заканчивает факультет общественных наук МГУ (1923). С 1926 по 1941 гг. работает преподавателем кафедры педагогики Индустриально-педагогического института имени К.Либкнехта, где заканчивает аспирантуру и пишет кандидатскую диссертацию. Работает директором школ г. Москвы : № 70(1925—1930); № 240 (1936—1941), одновременно, преподаёт в них историю и обществоведение. Его усилиями организована и построена школа № 240. По поручению Культпрома ЦК ВКПб (1930—1933) производит обследование и анализ показателей общественно-политического воспитания и производственного обучения в учебных комбинатах в системе крупных московских предприятий. В 1931 г. по приказу Оргинструкторского отдела ЦК ВКПб руководит на предприятиях работой по анализу показателей деятельности производственных коммун и коллективов. В 1932 г. избран членом Государственного Ученого Совета по секции профтехнического образования. С 1933 г. — начальник опытной школы ОГПУ. М.А., вместе со своим двоюродным братом Василием Максимовичем, ставшим затем полковником, поступают в НКВД. М.А. уходит на фронт в рядах народного ополчения от Дзержинского района г. Москвы и погибает в сентябре 1941 г. под г. Ельня Смоленской области. Все его братья (кроме Константина) также убиты на разных фронтах Великой Отечественной войны. В школе № 240 (Дзержинского р-на г. Москвы) в 1960 г. установлены мемориальная доска и вечный огонь в честь павших воинов ВОВ , среди которых указан и бывший директор школы Пышкало М. А.

## Семья, дети
Жена — Скрябина, Антонина Владимировна, дети: Геннадий (умер в детстве); Пышкало, Анатолий Михайлович (1919—2000); Людмила (02.02.1921 г.р., в замужестве Буравцева); Ирина (27.07.1923 г.р., в замужестве Саракаева).